# Alvania gallegosi
Alvania gallegosi is een slakkensoort uit de familie van de Rissoidae. De wetenschappelijke naam van de soort is voor het eerst geldig gepubliceerd in 1930 door Baker, Hanna & Strong.